# Fossillagerstätte Öhningen

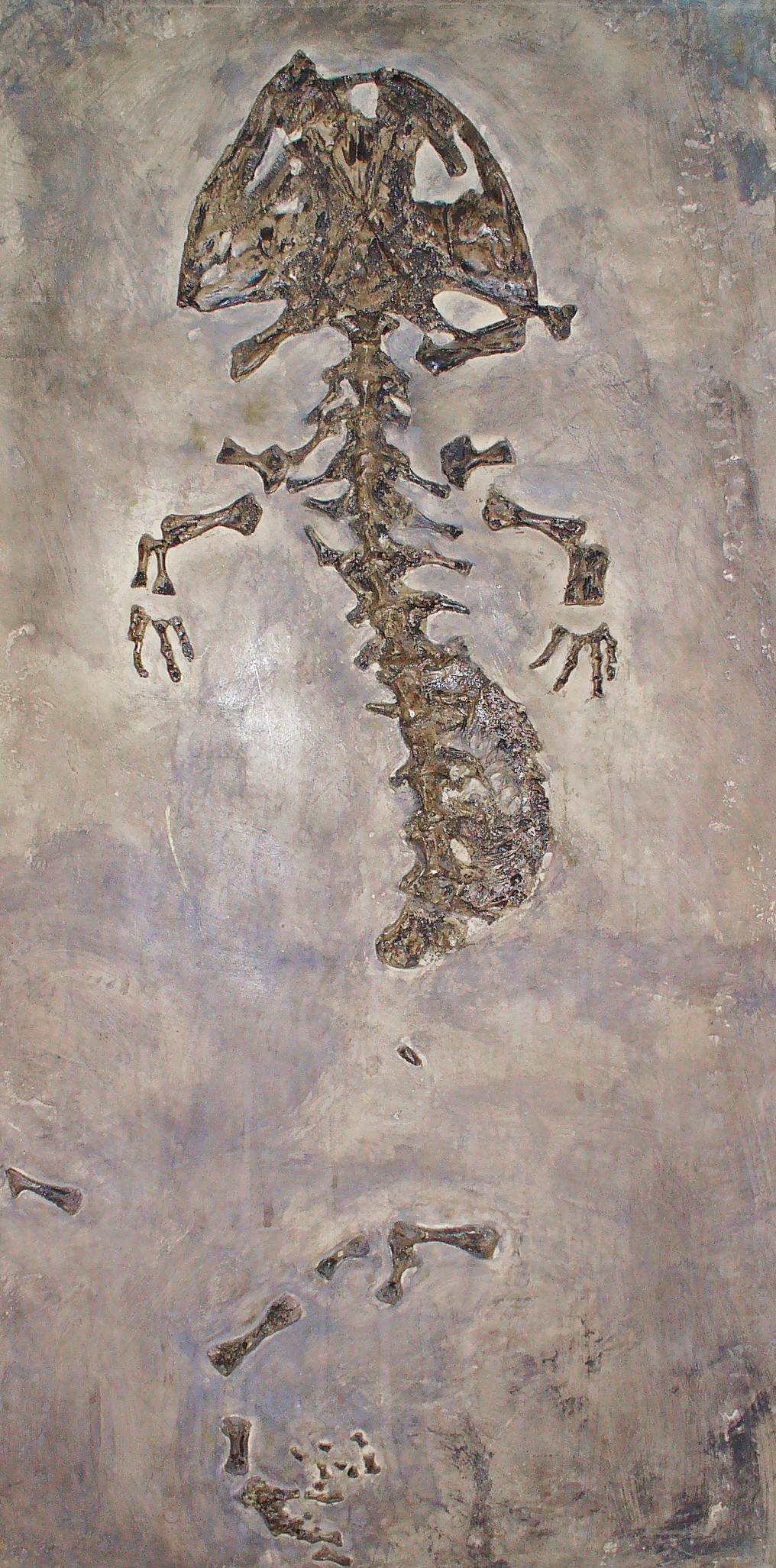
Riesensalamander
(Andrias scheuchzeri)

Die Fossillagerstätte Öhningen in der Literatur auch Öhninger Steinbrüche oder Öhninger Kalke ist eine bedeutende Lagerstätte fossiler Pflanzen und Tiere in der Gemeinde Öhningen im baden-württembergischen Landkreis Konstanz in Deutschland. Mit einem Alter von 13 Millionen Jahren gehört die Lagerstätte zur Oberen Süsswassermolasse (OSM) des Miozäns (23,03 bis 5,33 mya).

## Geographie
Die heute nicht mehr zugänglichen Fundstätten befinden sich nord-/östlich der Öhninger Ortsmitte am bis zu rund 717 m ü. NHN hohen Schiener Berg, zwischen Bohlingen im Norden und Wangen im Süden.
Zwei Typen von pflanzenführender Ablagerungen werden unterschieden:
- Die nördlich gelegenen Fundstellen bei den Schrotzburg-Höfen in der Bohlinger Schlucht bestehen aus Mergeln und werden als Zeugen eines Auenwaldes interpretiert.
- Die südlichen, unteren Fundstellen beim Salenhof sind Süßwasserkalke, die wahrscheinlich einem vulkanisch gebildeten Maarsee des Hegau-Vulkanismus entstammen.

## Geschichte

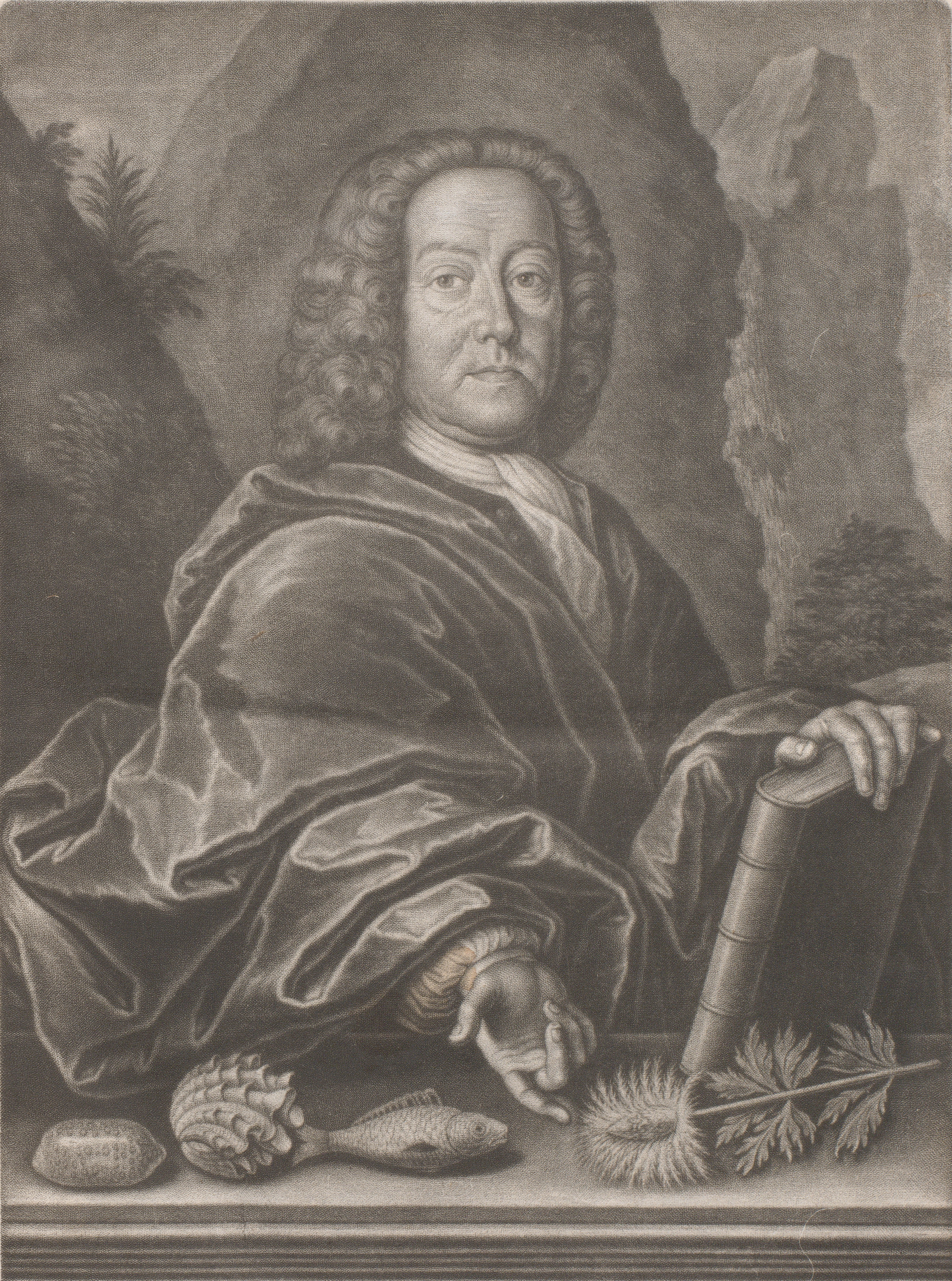
J. J. Scheuchzer

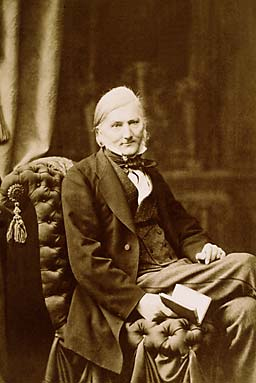
Oswald Heer

Schon 1500 ließ man vom Kloster Öhningen Kalkstein und feinschichtigen Mergel in den Steinbrüchen abbauen. Die darin eingeschlossenen Fossilien wurden seit spätestens 1708 gesammelt und wissenschaftlich beschrieben. Die Steinbrüche waren bis zur Säkularisation 1805 in kirchlichem Besitz. Prominenter Fossiliensammler war Fürstbischof Maximilian Christoph von Rodt.
1726 fand der Schweizer Johann Jakob Scheuchzer (1672–1733; „J.J.Scheuchzer“), Zürcher Stadtarzt und Naturforscher, das etwa ein Meter große versteinerte Skelett eines vor 14 Millionen Jahren lebenden Riesensalamanders (Andrias scheuchzeri). Dieses Fossil wurde von ihm als Homo diluvii testis, ein „betrübtes Beingerüst von einem alten Sünder“ in der „Sündfluth“ (Sintflut) gedeutet. Schon damals galt der Riesensalamander als der das größte Aufsehen erregende Fund im Steinbruch von Öhningen und war Fundament der Scheuchzer’schen Theorie des „Sintflutmenschen“. Im Jahr 1809 gelang es dem französischen Naturforscher Georges Cuvier (1769–1832), diesen Irrtum zu korrigieren und die Knochen als Reste eines Amphibiums richtig zu deuten; später gelang es dem niederländischen Naturforscher Jan van der Hoeven (1801–1868) das Skelett in die richtige Stelle des Systems einzuordnen.

## Bedeutung
Die außergewöhnlich gut erhaltenen versteinerten Tiere und Pflanzen unterschiedlichster Lebensbereiche verdanken ihre Berühmtheit besonders drei Forschern, welche die Fossilien in Zürich bekanntgemacht haben: Neben Scheuchzer waren das Oswald Heer und René Hantke.
- Oswald Heer (1809–1883) war ein Schweizer international beachteter Paläontologe, Botaniker, Paläobotaniker und Entomologe, der mehrere hundert Pflanzen- und Tierarten erstmals beschrieb und benannte. Sein offizielles botanisches Autorenkürzel lautet „Heer“.
- René Hantke (1925–2024) war ein Schweizer Paläontologe, Dozent und Autor, der besonders die Auswertung des durch Hans Stauber in der Bohlinger Schlucht geborgenen Fundmaterials vorantrieb.

Weitere Forscher und Sammler der Öhninger Fossilien waren Thomas Würtemberger (1836–1903) und Heinrich Weber (1885–1944).
Die Versteinerungen sind zum Teil so vorzüglich, dass sich die Bestimmung der Arten häufig sehr leicht vornehmen ließ. Man war sogar in der Lage, die äußerste Schicht von Pflanzenabdrücken abzuheben, und den Feinbau des Gewebes der einstigen Pflanzen unter dem Mikroskop zu studieren.

„Es darf auch behauptet werden, dass es kaum eine zweite Fundstätte von Versteinerungen in dieser schönen und natürlichen Erhaltung gibt, welche so früh das allgemeine Interesse auf sich zog, deren Funde die ganze Gelehrtenwelt beschäftigte und im 18. und 19. Jahrhundert die Geologie und Paläontologie in ihren Kinderschuhen derart förderte, befruchtete und auf sichere Wege führte.“

## Funde

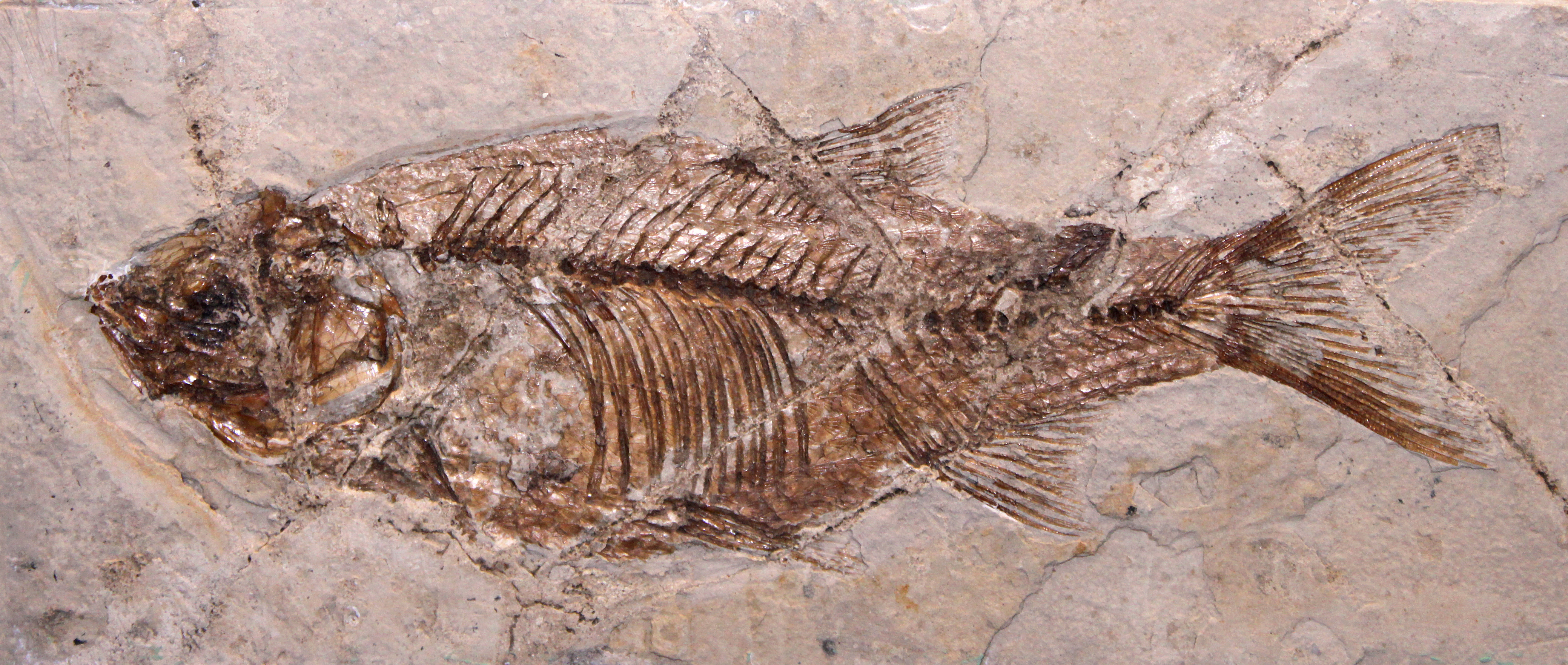
Leuciscus oeningensis

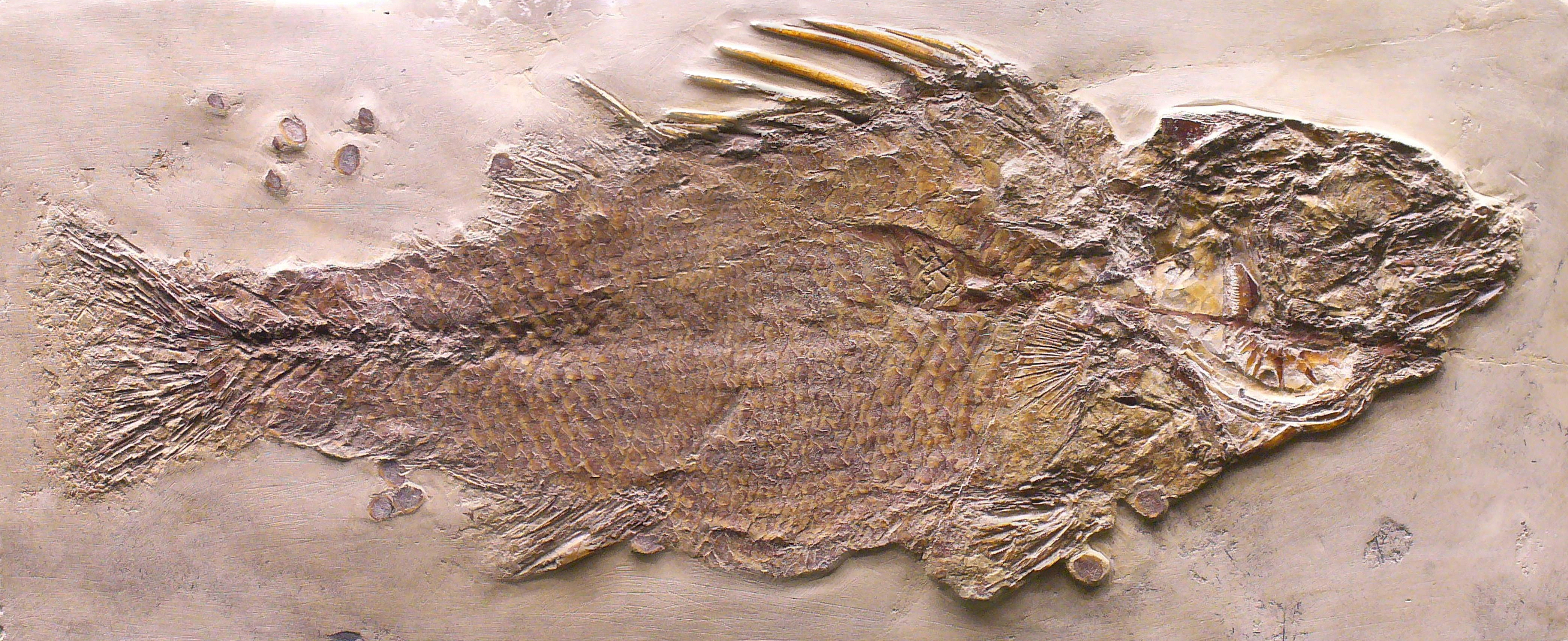
Perca lepidota

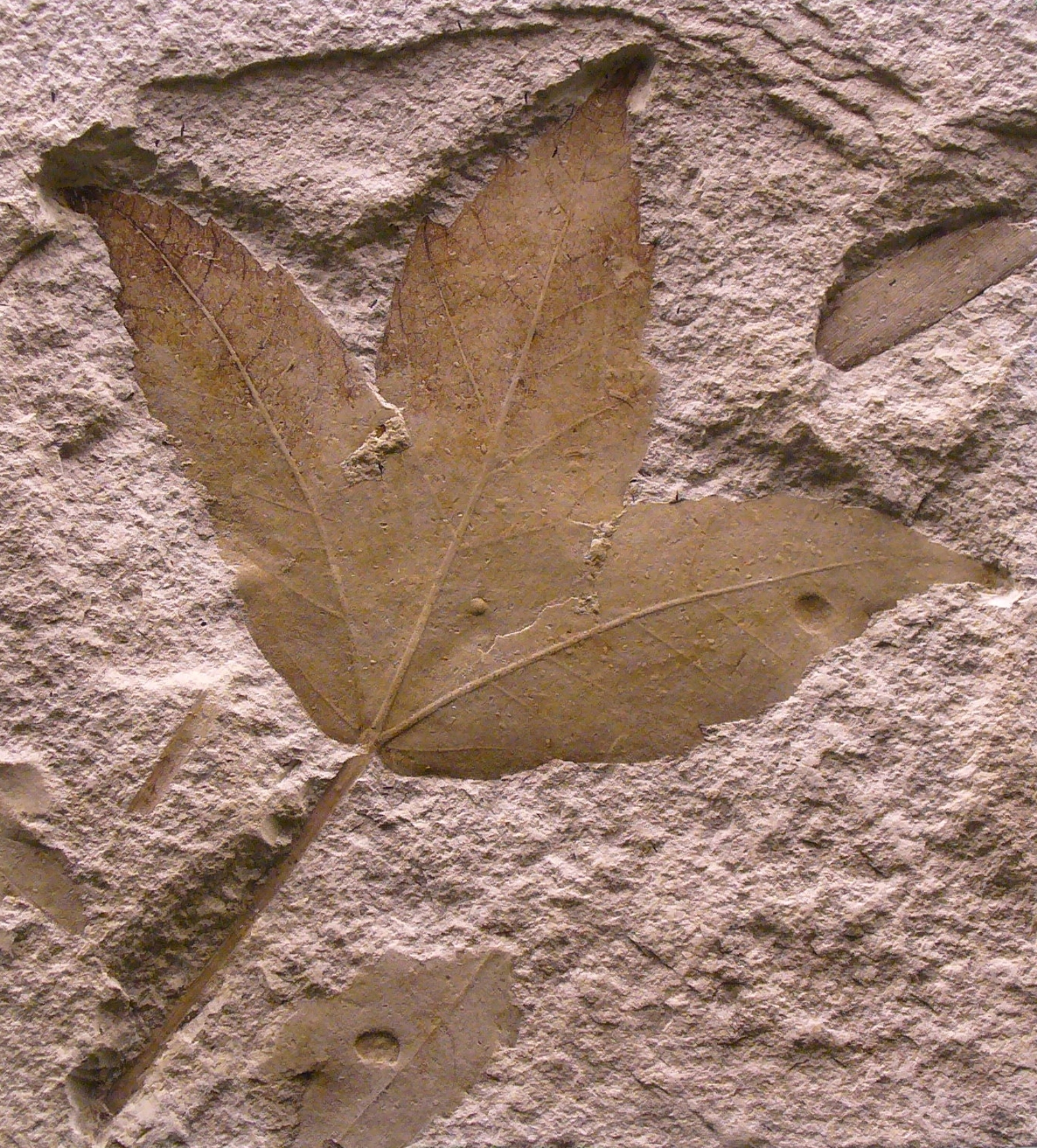
Acer trilobatum

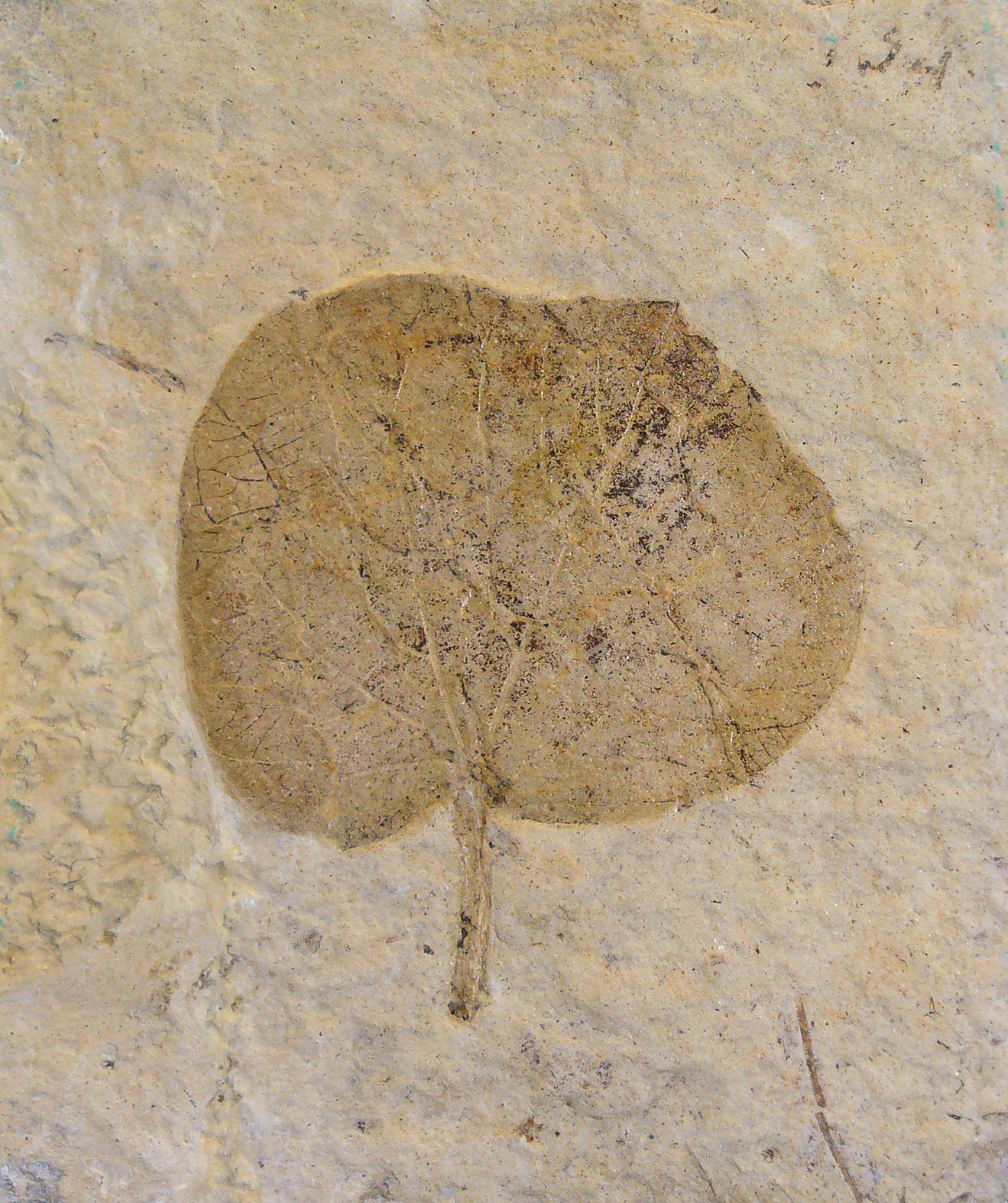
Cercis cyclophylla

Insgesamt wurden über 900 Tier- und rund 500 Pflanzenarten beschrieben.

### Fauna

#### Wirbeltiere (Auswahl)
- Amphibien
  - Das berühmteste Wirbeltier der Öhninger Fossilien ist mit Sicherheit der Riesensalamander (Andrias scheuchzeri) einer Gattung, die noch heute in China und Japan vorkommt.
  - Latonia seyfriedi, ein heute ausgestorbener Froschlurch aus der Familie der Geburtshelferkröten (Alytidae)
- Fische
  - Aal, Barsch, Groppe, Gründling, Hecht, Schleie, Steinbeißer und Zahnkärpfling
- Reptilien
  - Alligatorschildkröte (Chelydropsis), beinlose Echse (Ophisaurus), Natter (Coluber) und Sumpfschildkröte (Emys)
- Säugetiere
  - Fuchs und Pfeifhase (Prolagus)

#### Wirbellose (Auswahl)
- Insekten
  - Reich vertreten sind besonders die dominierenden Käfer und Libellen, aber auch Fransenflügler, Hautflügler, Schnabelkerfe, Termiten, Wanzen und Zweiflügler.[5]
- Sonstige
  - Süßwasserkrabben, Flohkrebse (Gammarus), Teich- und Malermuscheln (Anodonta und Unio), Schlammschnecken (Lymnaea) und Spinnen

### Flora
- Samenpflanzen (Auswahl)
  - Besonders erwähnenswert sind die gut erhaltenen Blüten der Gattung Porana, Sumpf- und Uferpflanzen, Brachsen- und Laichkräuter sowie Zapfen und Blätter der Gattung Glyptostrobus (Wasserfichten)

## Museen und Sammlungen
Im Öhninger Museum „Fischerhaus“ wird ein kleiner Querschnitt von Original-Fossilien aus den Öhninger Steinbrüchen gezeigt.
Die Fossilien sind darüber hinaus in vielen Museen der Welt anzutreffen. So lässt sich das Original des 1726 gefundenen Riesensalamanders (Andrias scheuchzeri) heute im Teylers Museum der niederländischen Stadt Haarlem bewundern. Weitere, bedeutende Sammlungen befinden sich in der ETH Zürich (Schwerpunkt: Insekten- und Pflanzentaxa), der Universität Zürich (Schwerpunkt: Wirbeltiere), dem Staatlichen Museum für Naturkunde in Karlsruhe, dem Museum zu Allerheiligen in Schaffhausen sowie dem Rosgartenmuseum in Konstanz.